# آباي كونانباييف
آباي إبراهيم كونانباييف (ولد في 10 أغسطس 1845 وتوفي 5 يوليو 1904) هو شاعر وملحن كازاخي.

## معرض الصور

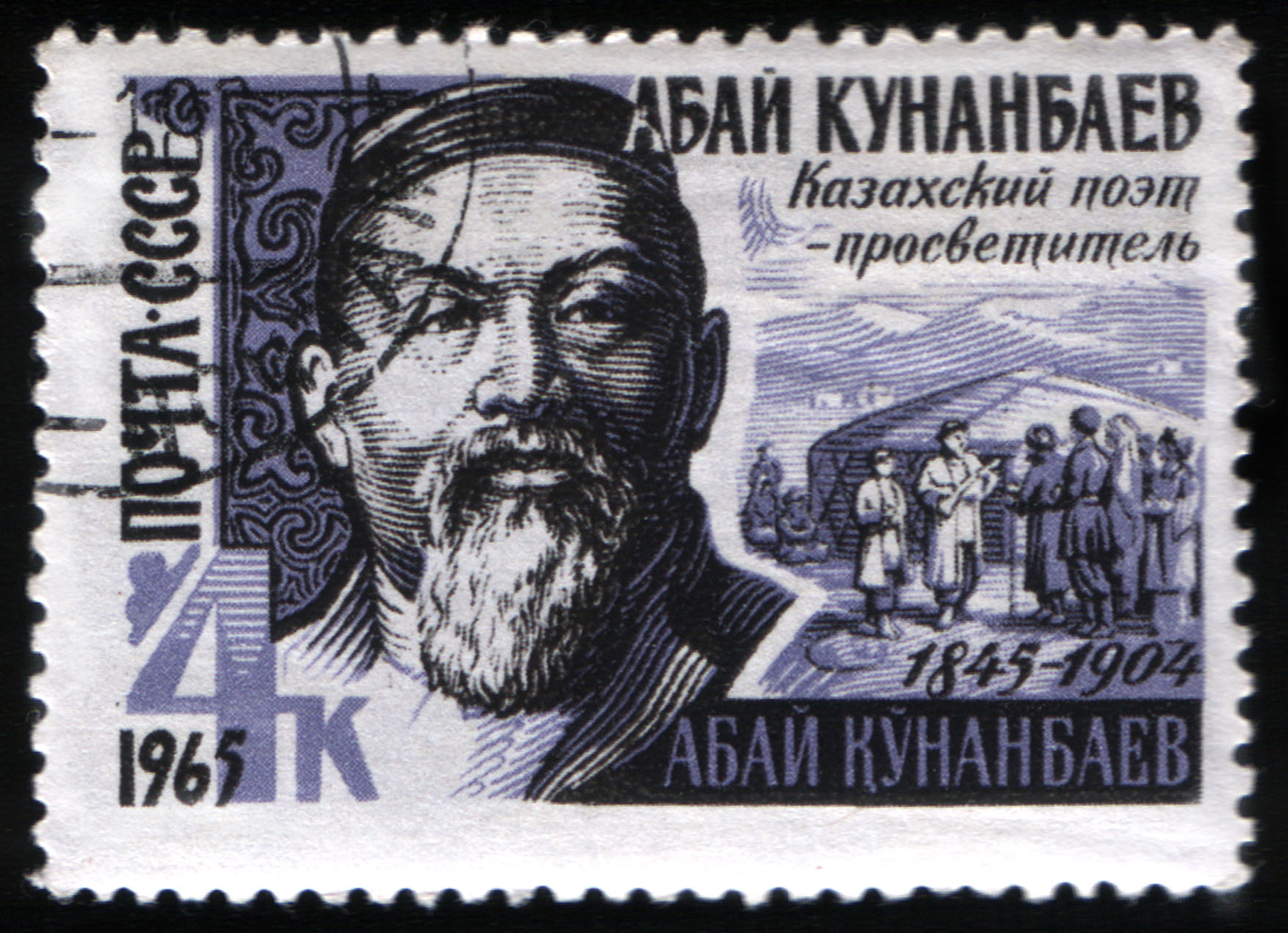
طابع بريدي سوفياتي في عام 1965 تكريما لآباي.
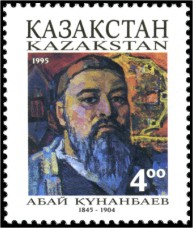
طابع بريدي بكازاخستان سنة 1995.
تمثال لآباي في ألماتي.

## روابط خارجية
- آباي كونانباييف على موقع ميوزك برينز (الإنجليزية)
- آباي كونانباييف على موقع ديسكوغز (الإنجليزية)